# The Simpsons: Bart vs. The Juggernauts
The Simpsons: Bart vs. The Juggernauts es un videojuego de Los Simpson publicado para Game Boy en el 1992.

## Sinopsis
Bart vs. The Juggernauts, es un juego inspirado en el programa de televisión American Gladiators, solo que tiene de personaje a Bart, y a otros personajes de Los Simpson (como en el nivel de Kwik-E-Mart).
Bart está participando en un programa de juegos semana llamado Juggernauts EE.UU, sobre la base de los Gladiadores de programas de televisión estadounidenses, en las que tiene que ejecutar a través de carreras de obstáculos, de batalla enormes y musculosos "monstruos", y hacer varios otros desafíos. Hay un total de siete desafíos que cambian de semana a semana. Para hacerlo en el episodio de la próxima semana de Juggernauts EE.UU. y evitar ser eliminado, Bart debe recoger una cierta cantidad de dinero en los desafíos. Cada uno de los 7 niveles de The Simpsons: Bart vs the Juggernauts están formados por un episodio de la demostración de juego Juggernauts EE.UU. Cada desafío se basa en un personaje de Los Simpson.
- Datos: Q2041623